# Bas-Sassandra

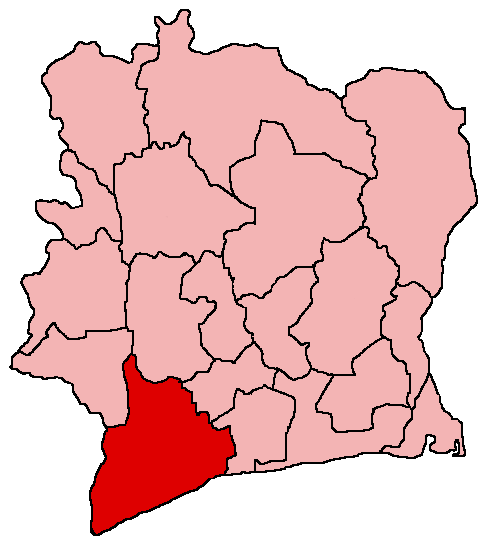
Poloha regionu Bas-Sassandra na mapě Pobřeží slonoviny

Bas-Sassandra byl jedním z 19 regionů republiky Pobřeží slonoviny, ze kterých sestával stát do roku 2011. Jeho rozloha činila 25 800 km², v roce 2002 zde žilo 178 400 obyvatel. Hlavním městem regionu byl San-Pédro.
V roce 2011 byl k Bas-Sassandra transformován do stejnojmenného disktriktu, do něhož byl začleněn i departement Fresco ze sousedního regionu Sud-Bandama.